# Clonaria predtetshenskyi
Clonaria predtetshenskyi är en insektsart som först beskrevs av Grigory Yakovlevich Bey-Bienko 1946.  Clonaria predtetshenskyi ingår i släktet Clonaria och familjen Diapheromeridae. Inga underarter finns listade i Catalogue of Life.